# 阿姆斯特丹植物園
阿姆斯特丹植物園（荷蘭語：Hortus Botanicus Amsterdam）是位於荷蘭阿姆斯特丹的植物園，是世界最古老的植物園之一，也是阿姆斯特丹的主要旅遊景點之一。

## 历史
阿姆斯特丹植物園成立於1638年，最初作为医生和药剂师的植物园。拥有六千余种热带和本土的树木和植物。植物園種植有一些珍稀樹木，如17世紀荷蘭東印度公司帶回的咖啡和自毛里求斯帶回的棕櫚。

## 画廊

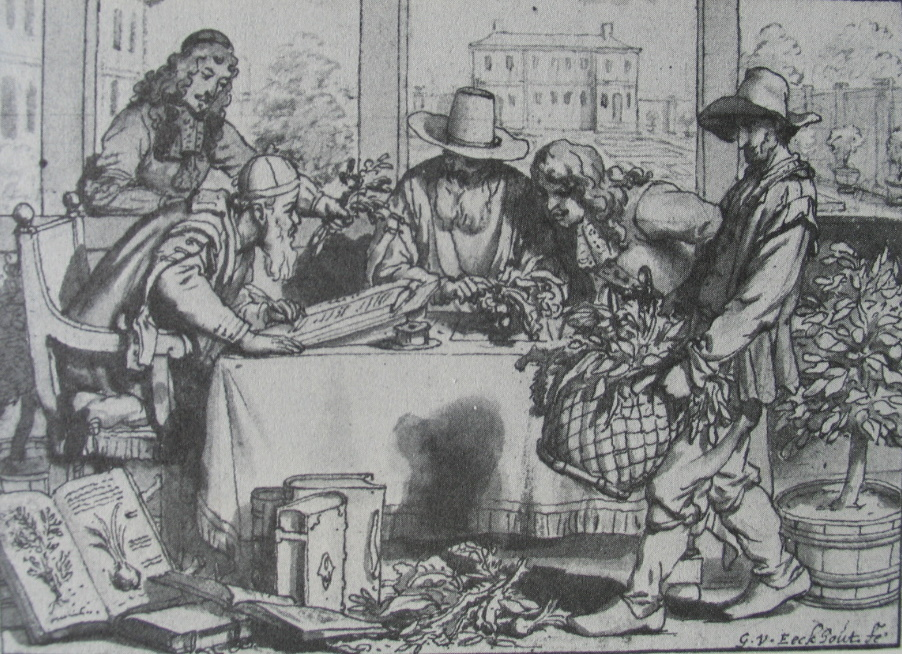
十七世纪的植物学家所画
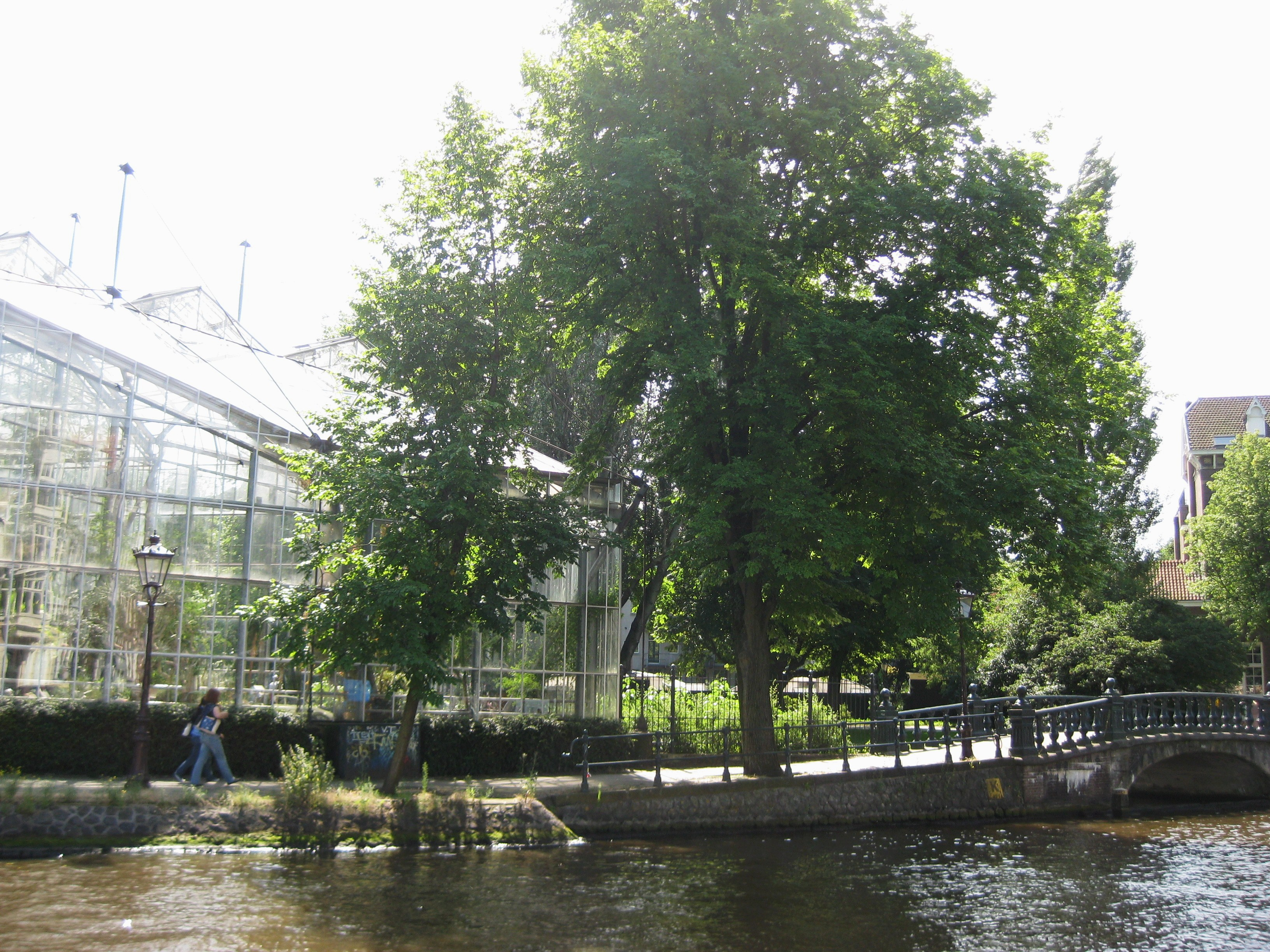
植物园
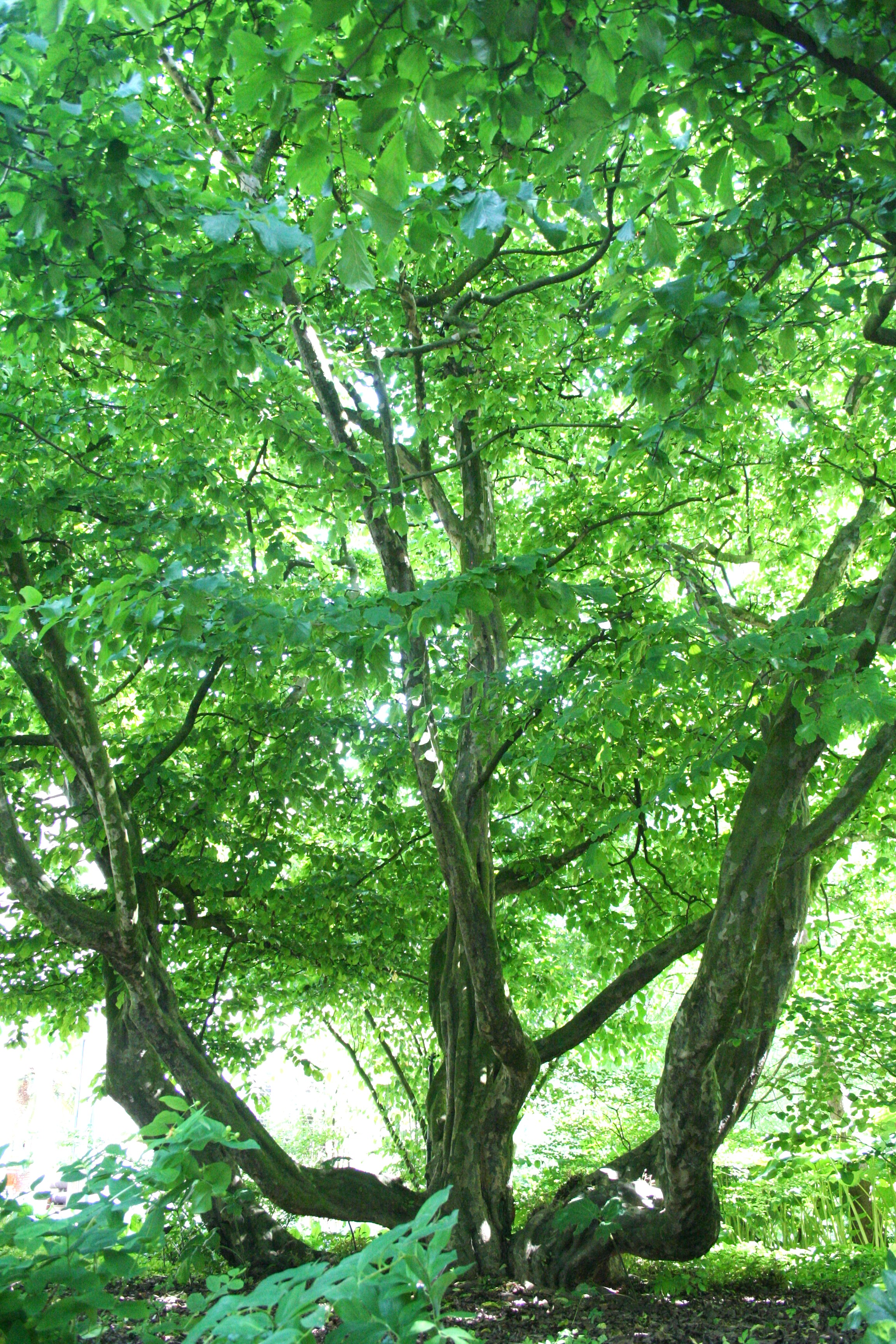
[[Parrotia|植物园内的波斯铁树
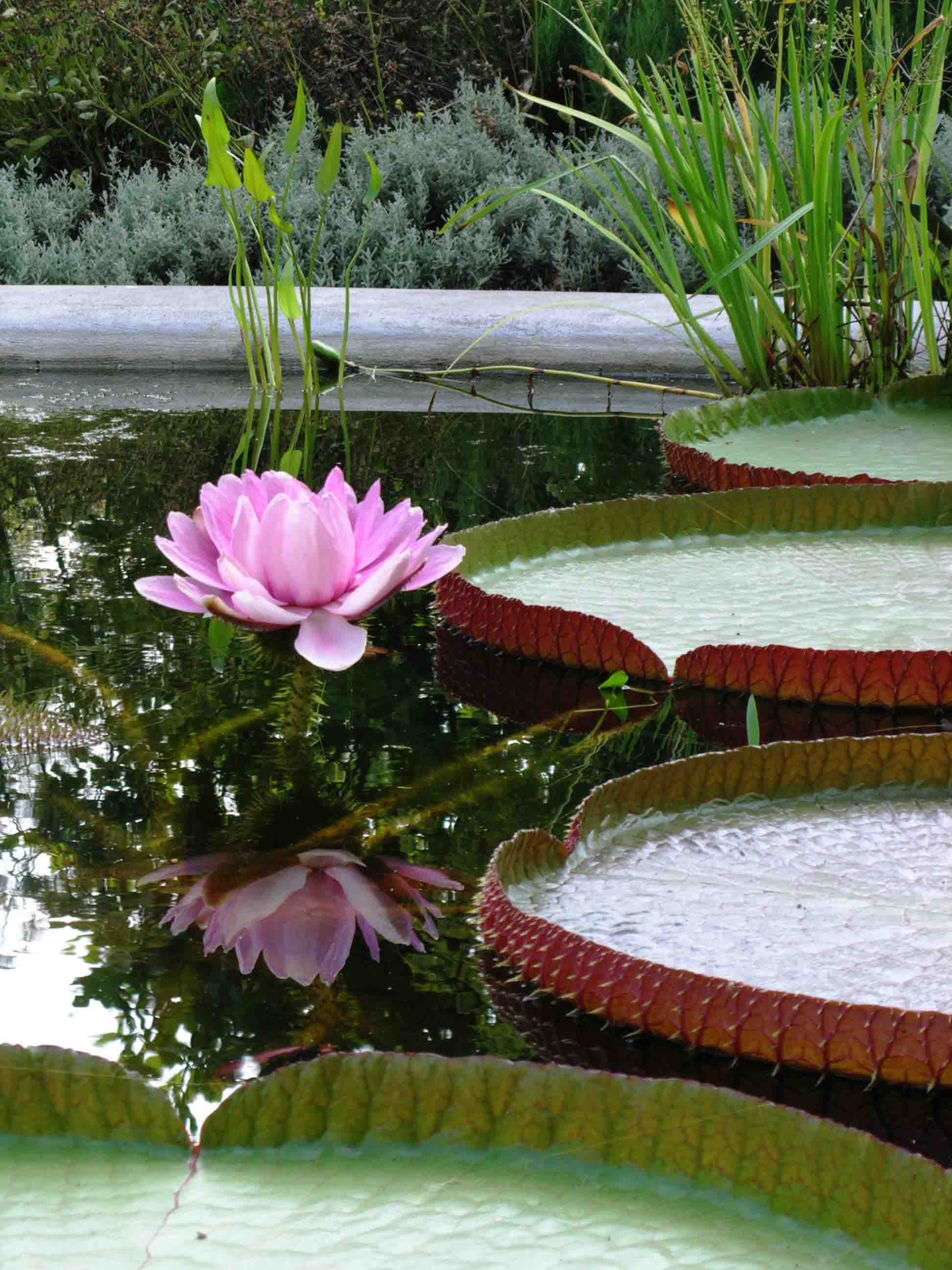
植物园内的王莲
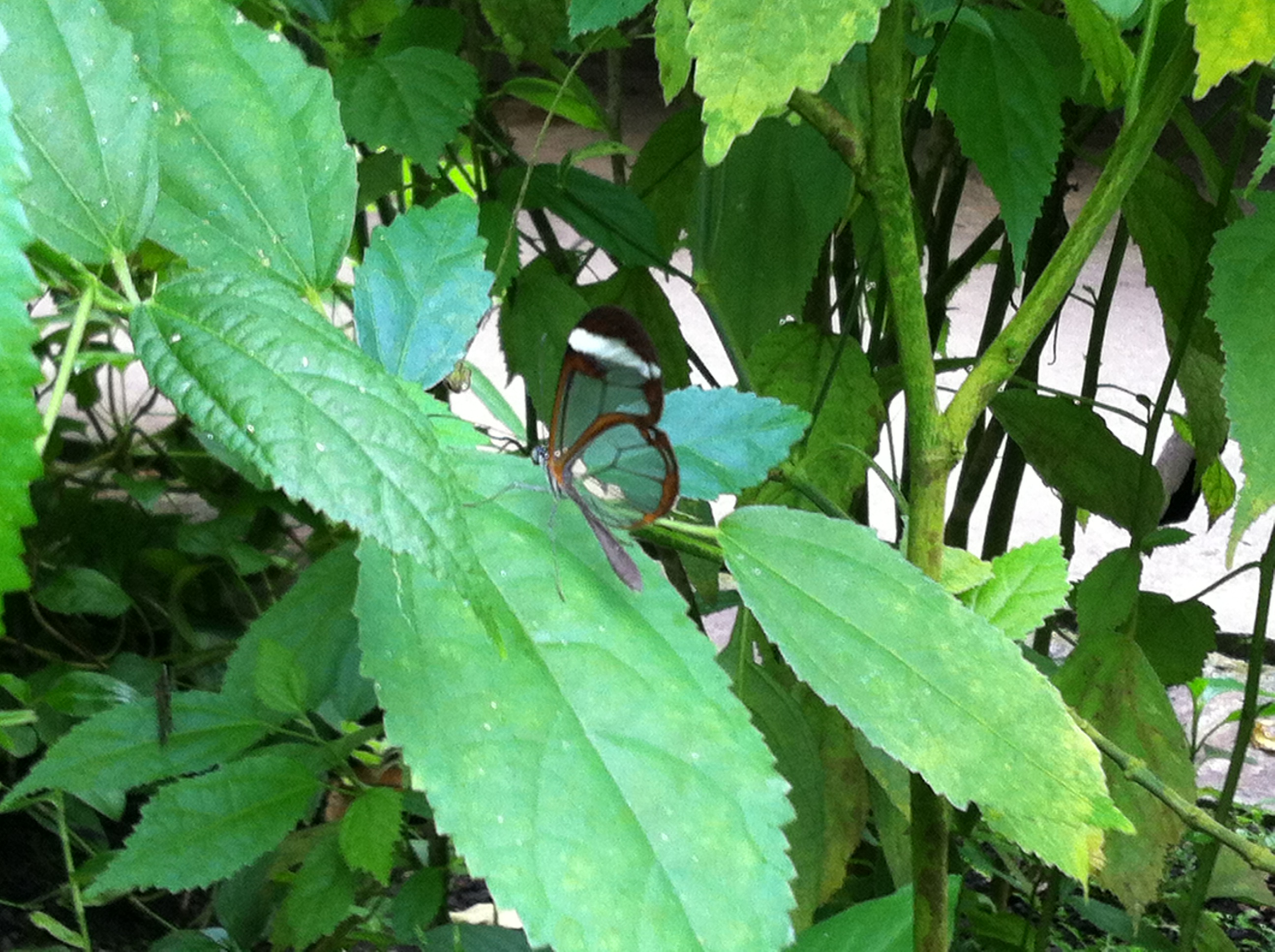
一支稀有的透明蝴蝶在植物园的温室中
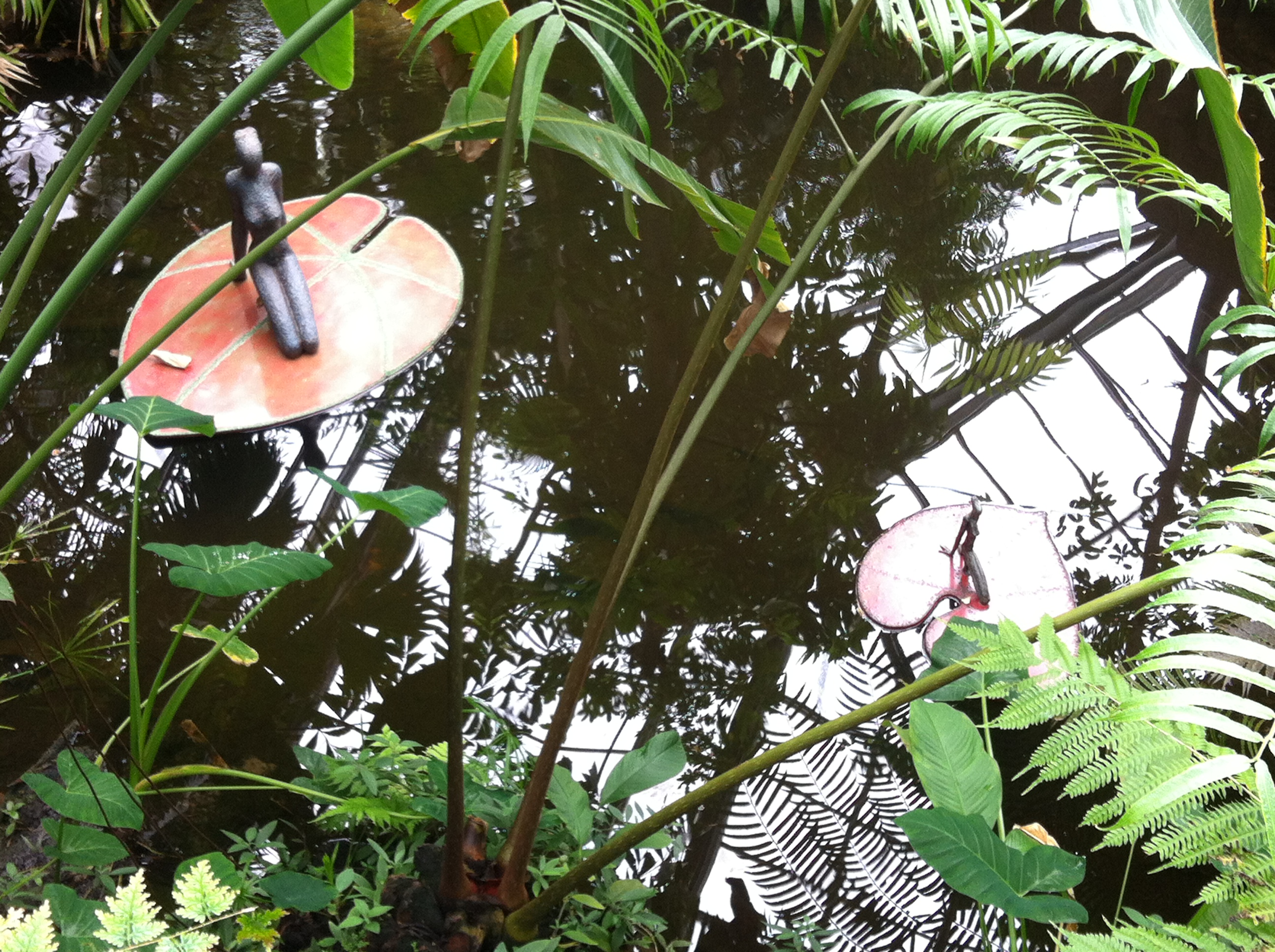
木制美人鱼
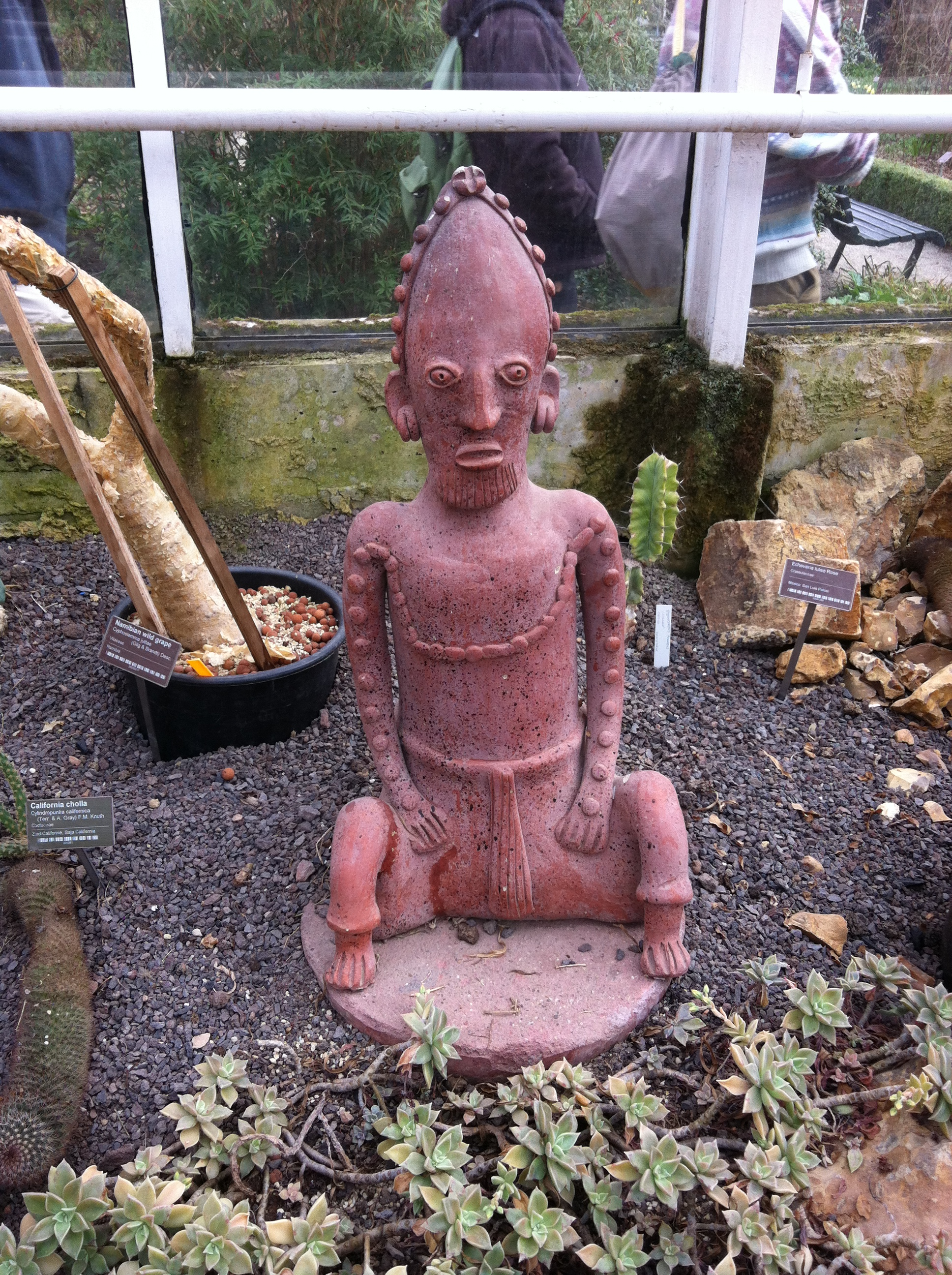
石像
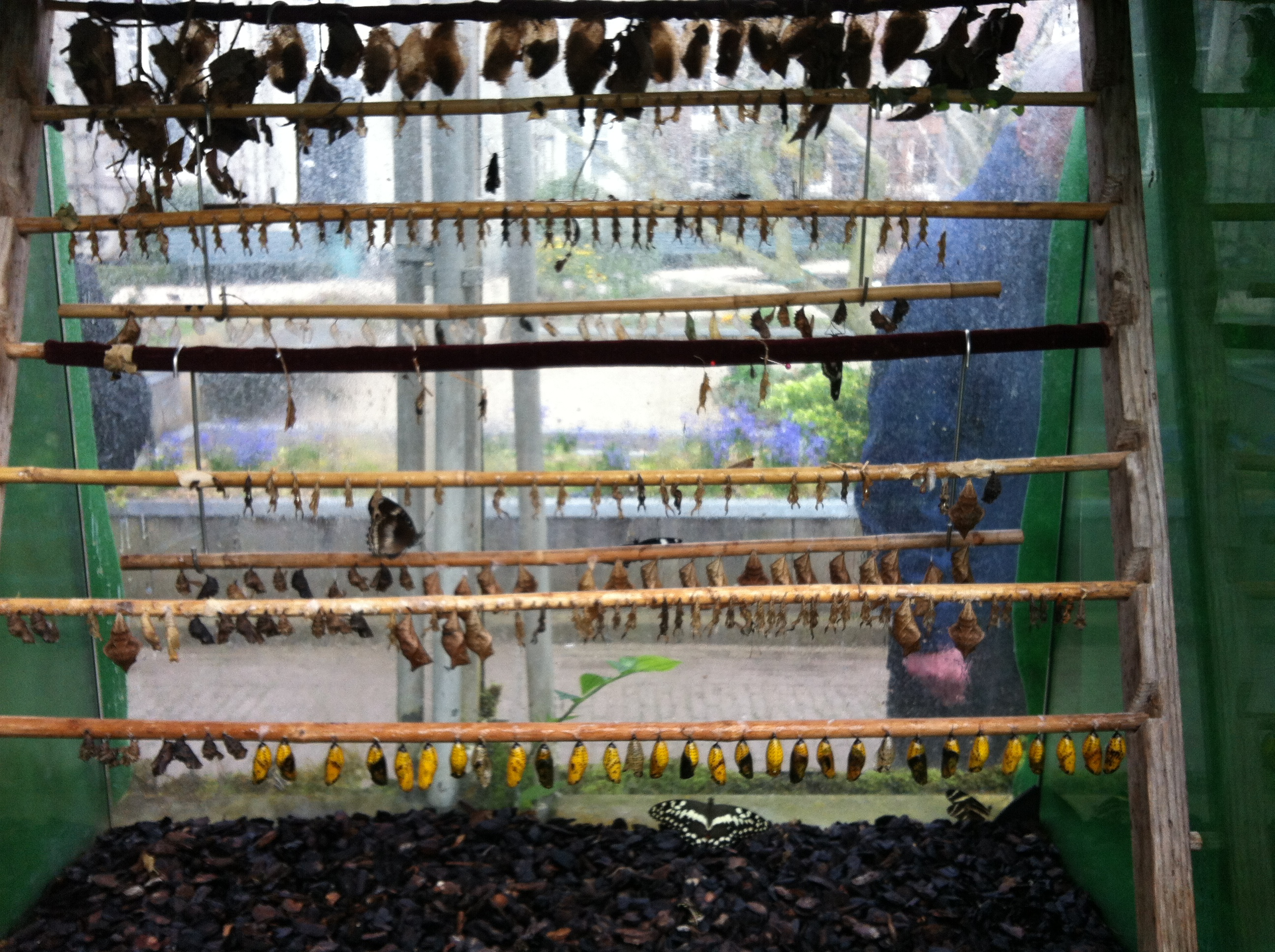
蝴蝶蚕蛹